# Рогівський заказник
Рогівський заказник — гідрологічний заказник місцевого значення. Об'єкт розташований на території Маньківського району Черкаської області, село Роги.
Площа — 26,1 га, статус отриманий у 2003 році.